# Anna Bienfait
Anna Gerarda Bienfait (Amsterdam, 3 september 1867 – 's-Gravenhage, 24 maart 1942) was een Nederlands tuinhistorica.

## Biografie
Bienfait was een dochter van de Amsterdamse bankier Antoine Adelaïde Bienfait (1827-1891) en diens tweede echtgenote Johanna Sophia van Limburg Brouwer (1833-1925). De vertaalster en schrijfster van kinderboeken, Claudine Sophie Bienfait (1873-1960) was haar zus.
In de jaren 1897-1898 waren de zussen Anna en Claudine Bienfait lid van de voorbereidende Regelingencommissie van de Nationale Tentoonstelling van Vrouwenarbeid. Ze was samen met haar zus ook mede-oprichtster van het Haagse Damesleesmuseum. Bekend is ze vooral geworden door haar standaardwerk Oude Hollandsche tuinen dat postuum in 1943 verscheen en een tekst- en een illustratiedeel bevatte. Dit boek was een van de eerste moderne werken over Historische tuinen (Nederland).